# Premier League de Malta 2023-24
La Premier League de Malta 2023-24 fue la edición número 109 de la Premier League de Malta. La temporada comenzó el 15 de septiembre de 2023 y terminó el 4 de mayo de 2024.
El Hamrun Spartans fue el campeón de la temporada, consiguiendo su décimo campeonato y revalidando el título conseguido en la temporada anterior.

## Sistema de competición
Los 14 equipos de la liga jugaron entre sí en sistema de todos contra todos 2 veces totalizando 26 partidos cada uno. Al término de la temporada el primer clasificado obtuvo un cupo a la primera ronda de la Liga de Campeones de la UEFA 2024-25. El segundo y el tercer clasificado consiguieron un cupo a la primera ronda de la Liga Europa Conferencia de la UEFA 2024-25. 
Debido a que a partir de la siguiente temporada habrá una reducción de equipos participantes a 12 clubes, los últimos cuatro clasificados de la Premier League descendieron a la Challenge League 2024-25.
Un tercer cupo a la Liga Europa Conferencia de la UEFA 2024-25 será asignado al campeón de la Copa Maltesa.

## Equipos participantes
| Equipo           | Ciudad            | Estadio                   | Capacidad |
| ---------------- | ----------------- | ------------------------- | --------- |
| Balzan           | Balzan            | Estadio Victor Tedesco    | 6.000     |
| Birkirkara       | Birkirkara        | Estadio Nacional Ta' Qali | 17.797    |
| Floriana         | Floriana          | Independence Arena        | 3.000     |
| Gudja United     | Gudja             | Gudja Ground              | 1.000     |
| Gżira United     | Gżira             | Estadio Nacional Ta' Qali | 17.797    |
| Ħamrun Spartans  | Ħamrun            | Estadio Victor Tedesco    | 6.000     |
| Hibernians       | Paola             | Hibernians Ground         | 2.968     |
| Marsaxlokk       | Marsaxlokk        | Marsaxlokk Ground         | 1.000     |
| Mosta            | Mosta             | Mosta Ground              | 600       |
| Naxxar Lions     | Ta' Qali          | MFA Centenary Stadium     | 2.000     |
| Santa Luċija     | Santa Luċija      | Grawnd ta Santa Luċija    | 1.000     |
| Sirens           | San Pawl il-Baħar | Sirens Stadium            | 1.300     |
| Sliema Wanderers | Sliema            | Tigne Sports Complex      | 1.000     |
| Valletta         | Valletta          | Estadio Nacional Ta' Qali | 17.797    |

### Ascensos y descensos
| Pos. | Ascendidos de Challenge League 2022-23 |
| ---- | -------------------------------------- |
| 1°   | Sliema Wanderers                       |
| 2°   | Naxxar Lions                           |

| Pos. | Descendidos de Premier League 2022-23 |
| ---- | ------------------------------------- |
| 13°  | Żebbuġ Rangers                        |
| 14°  | Pietà Hotspurs                        |

## Clasificación
| Pos. | Equipo              | Pts. | PJ | G  | E  | P  | GF | GC | Dif. | Clasificación o descenso 2024-25                        |
| ---- | ------------------- | ---- | -- | -- | -- | -- | -- | -- | ---- | ------------------------------------------------------- |
| 1    | Ħamrun Spartans (C) | 62   | 26 | 19 | 5  | 2  | 61 | 16 | +45  | Primera ronda clasificatoria de Liga de Campeones       |
| 2    | Floriana            | 57   | 26 | 18 | 3  | 5  | 53 | 19 | +34  | Primera ronda clasificatoria de Liga Europa Conferencia |
| 3    | Sliema Wanderers    | 50   | 26 | 14 | 8  | 4  | 34 | 12 | +22  | Primera ronda clasificatoria de Liga Europa Conferencia |
| 4    | Marsaxlokk          | 43   | 26 | 12 | 7  | 7  | 40 | 23 | +17  | Primera ronda clasificatoria de Liga Europa Conferencia |
| 5    | Birkirkara          | 36   | 26 | 9  | 9  | 8  | 28 | 27 | +1   |                                                         |
| 6    | Naxxar Lions        | 35   | 26 | 9  | 8  | 9  | 32 | 35 | −3   |                                                         |
| 7    | Hibernians          | 35   | 26 | 9  | 8  | 9  | 29 | 28 | +1   |                                                         |
| 8    | Balzan              | 34   | 26 | 8  | 10 | 8  | 26 | 28 | −2   |                                                         |
| 9    | Gżira United        | 33   | 26 | 9  | 6  | 11 | 38 | 33 | +5   |                                                         |
| 10   | Mosta               | 31   | 26 | 7  | 10 | 9  | 19 | 32 | −13  |                                                         |
| 11   | Santa Luċija (D)    | 30   | 26 | 8  | 6  | 12 | 25 | 41 | −16  | Descenso a Challenge League                             |
| 12   | Valletta (D)        | 27   | 26 | 6  | 9  | 11 | 26 | 31 | −5   | Descenso a Challenge League                             |
| 13   | Sirens (D)          | 16   | 26 | 3  | 7  | 16 | 17 | 50 | −33  | Descenso a Challenge League                             |
| 14   | Gudja United (D)    | 6    | 26 | 0  | 6  | 20 | 14 | 67 | −53  | Descenso a Challenge League                             |

Actualizado a los partidos jugados el 4 de mayo de 2024.
 Fuente: Soccerway

## Goleadores
- Actualizado al 4 de mayo de 2024[4]

| Pos. | Jugador         | Equipo          | Goles |
| ---- | --------------- | --------------- | ----- |
| 1    | Luke Montebello | Ħamrun Spartans | 21    |
| 2    | Yuri            | Marsaxlokk      | 13    |
| 3    | Kemar Reid      | Floriana        | 12    |
| 4    | Uroš Đuranović  | Ħamrun Spartans | 11    |
| 4    | Andrei Ciolacu  | Birkirkara      | 11    |